# Nie (tygodnik)
Nie. Dziennik cotygodniowy, zapis stylizowany NIE – ilustrowany tygodnik satyryczny wydawany od 1990 w Warszawie. Został założony przez Jerzego Urbana, który do swojej śmierci w październiku 2022 był także jego redaktorem naczelnym.

## Historia i działalność
Pismo zostało założone przez Jerzego Urbana w 1990. Od początku funkcjonowania ujawnia negatywne zjawiska polityczne, afery gospodarcze i patologie społeczne. Tygodnik cechuje ostra publicystyka, satyra oraz mające budzić kontrowersje ilustracje. W momencie swojej największej popularności, w latach 90., tygodnik osiągnął nakład przekraczający 700 tysięcy egzemplarzy. Średnia sprzedaż w 2017 wyniosła natomiast około 26 tysięcy egzemplarzy. Tygodnik „Nie”, poza Polską, sprzedawany jest także do Stanów Zjednoczonych i Kanady. Dużą popularnością cieszy się również kanał tygodnika w serwisie YouTube, na którym umieszczane były treści satyryczne głównie z udziałem Jerzego Urbana.
Stałymi rubrykami tygodnika są: Tydzień z głowy, Dialogi Dam z których obie żyją, Dąbrowski rysuje, Wieści gminne i inne, Listonosz doniósł, Z czarnej dupy się wyrwało, Blog wszystkich świętych, Trybuna Ludzii, Słówka Pogłówka,Trumpolandia , Kazaczok z czołgami, Na czarnym lądzie, Zapłocie, Przednia trójka, Sportek,Górka Rozrządowa, Prasa śniadaniowa oraz Wojna domowa. W każdym numerze zamieszczano felietony Jerzego Urbana.

### Redaktorzy naczelni
Pierwszym redaktorem naczelnym był Jerzy Urban, założyciel pisma. W listopadzie 2022 redakcja gazety poinformowała, że pozostawiono (zmarłego w październiku 2022) Jerzego Urbana w gazecie jako redaktora naczelnego. Ten stan w redakcji trwał do początku maja 2023, gdy redaktorem naczelnym pisma został dotychczasowy zastępca redaktora naczelnego Waldemar Kuchanny, natomiast nieżyjący redaktor naczelny Jerzy Urban został honorowym redaktorem naczelnym tytułu. Na początku lipca 2024 zmarł Waldemar Kuchanny, pozostawiając vacat na stanowisku redaktora naczelnego. 9 sierpnia 2024 w mediach społecznościowych poinformowano, że redaktorem naczelnym została Agnieszka Wołk-Łaniewska, była redaktor naczelna Dziennika Trybuna (2013–2014).

## Profil redakcyjny
Pismo ma charakter lewicowy, antyprawicowy, antyklerykalny i satyryczny, pojawiają się w nim jednak także krytyczne artykuły o działalności organizacji lewicowych.
Tygodnik jest krytyczny wobec polskiej rzeczywistości po 1989, szczególnie względem działań rządów z obozu postsolidarnościowego i Kościoła katolickiego.

## Zespół redakcyjny

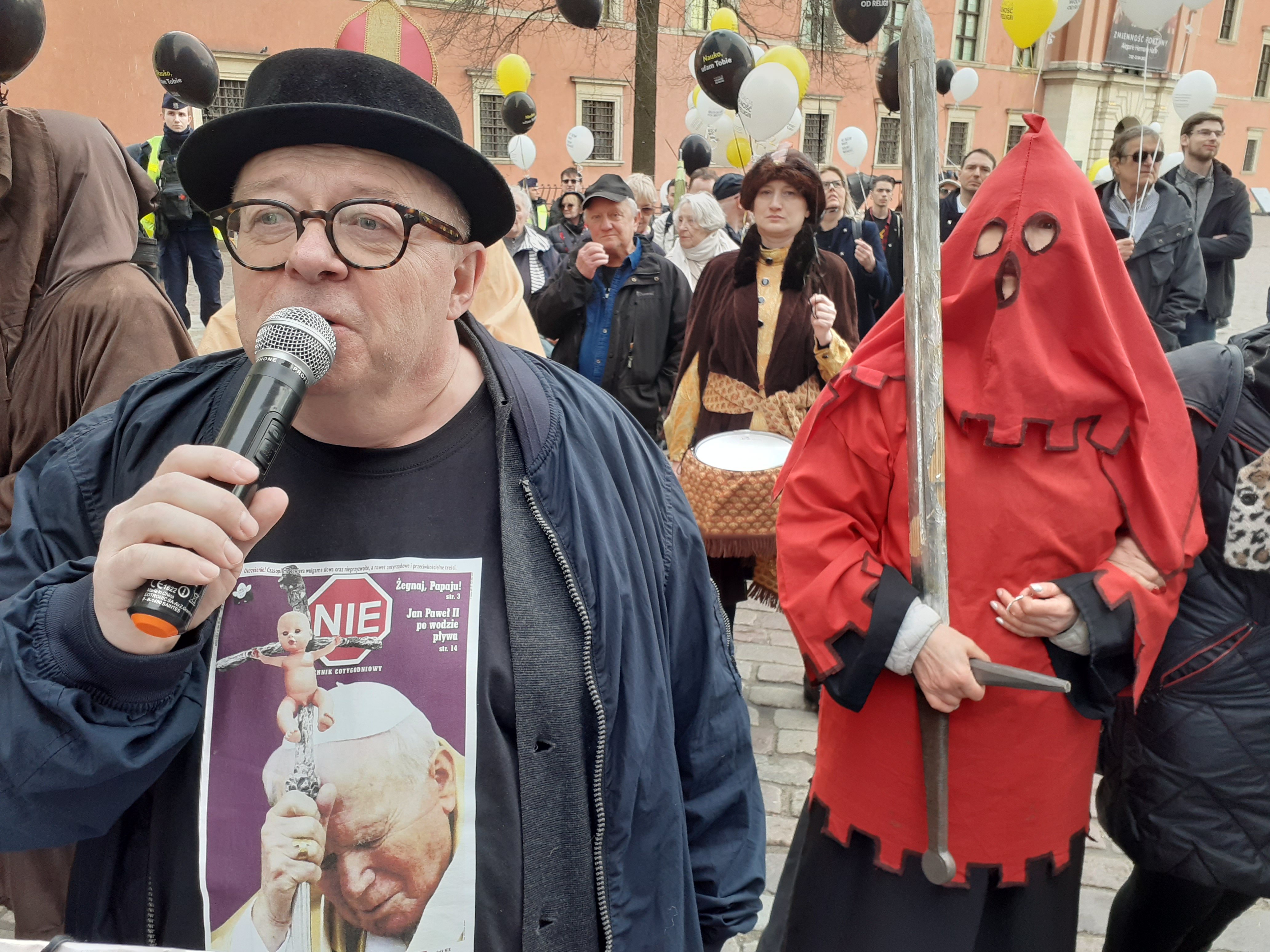
Okładka tygodnika „Nie” na koszulce Waldemara Kuchannego, uczestnika Marszu Ateistów w Warszawie (2023)

Redaktorką naczelną jest Agnieszka Wołk-Łaniewska. Zastępcami redaktorki naczelnej są: Przemysław Ćwikliński i Andrzej Rozenek. W zespole redakcyjnym pisma znaleźli się stali komentatorzy, publicyści, reporterzy, felietoniści, m.in.: Mateusz Cieślak, Małgorzata Daniszewska, Bożena Dunat, Tadeusz Jasiński, Michał Marszał, Marta Miecińska, Maciej Mikołajczyk, Wojciech Mittelstaedt, Andrzej Sikorski oraz Joanna Skibniewska. Grafikami tygodnika są Włodek Kierus i Krzysztof Olejnik. W przeszłości grafiki dla „Nie” tworzył również Tomasz Wiater.
W przeszłości z pismem współpracowali m.in.: Marek Barański, Maciej Wiśniowski, Izabela Kosmala, Piotr Gadzinowski, Joanna Senyszyn, Andrzej Golimont, Ryszard Marek Groński (pod pseudonimem), Dariusz Cychol i Wiesław Górnicki (pod pseudonimem).

## Ruch Społeczny „NIE”
W latach 90. i w pierwszych latach XXI wieku przy tygodniku działało stowarzyszenie Ruch Społeczny Niezależna Inicjatywa Europejska „NIE”. Stowarzyszenie wprowadziło do Sejmu RP z listy Sojuszu Lewicy Demokratycznej współpracownika „Nie” Piotra Gadzinowskiego, prezesa stowarzyszenia w latach 1991–2005.